# Club General Díaz
El Club General Díaz FBC es una institución de fútbol de Paraguay situado en la ciudad de Luque, cercana a la capital del país, Asunción. Fue fundado el 22 de septiembre de 1917 y desde la década de 1970, juega en las principales categorías de la Asociación Paraguaya de Fútbol. 
Logró ascender a Primera División coronándose campeón de la División Intermedia 2012. En la máxima categoría permaneció 8 temporadas, hasta el 2020. En 2024 disputa el campeonato de la Tercera División de Paraguay.

## Historia
Su nombre hace honor al General José Eduvigis Díaz, quien combatiera en la Guerra de la Triple Alianza. Se puede ver un retrato del general en una de las fotos del estadio. Desde poco después de su fundación el club participó en la Liga Luqueña (una regional del interior del país), perteneciente a la Unión del Fútbol del Interior.
En la historia de este equipo sobresale, sin duda, el tri–campeonato que logró entre 1966 y 1968 en la Liga Luqueña de Fútbol. Recién en los años 70, Olimpia' í (apodo en guaraní que significa pequeño Olimpia) se traslada a los torneos principales de la Liga Paraguaya de Fútbol (hoy Asociación) compitiendo en la Segunda de Ascenso (en ese entonces, la tercera división).
La denominación del Estadio; "Gral. Adrián Jara", es en memoria del excomandante de la Aeronáutica Militar: General de división Don Adrián Jara, expresidente del Club en la década de 1960.
La Directiva del Club General Díaz, en anteriores épocas, siempre ligado a Militares de la Aeronáutica, y funcionarios del Aeropuerto Sílvio Petirossi de Asunción, por las cercanías de su Estadio a estos. 
El edificio de la Confederación Sudamericana de Fútbol en Paraguay, dista a solo 100 m del Estadio "Adrán Jara"
En el 2004 luego de varios años de competir en la categoría, logró el subcampeonato de la Tercera División, pero solo un equipo ascendía ese año. Dos años después, nuevamente fue el subcampeón (2006), pero esta vez la hazaña ya le valió el derecho a subir a la Segunda División.

### División Intermedia
En 2007 estuvo muy cerca de ascender a la máxima categoría del fútbol nacional, al clasificarse como subcampeón del torneo de la División Intermedia para disputar los partidos por la Promoción a Primera División frente al 12 de Octubre de Itauguá. El equipo luqueño había ganado el primer juego por 2 a 1, pero en el decisivo cayó por 4 a 2, dando un resultado global de 5-4 en su contra.
Durante los años 2008, 2009, 2010 y 2011 realizó campañas regulares que sólo le permitieron conservar con cierta tranquilidad la categoría (lugares: 8° en tres ocasiones y 6°).

### Ascenso a Primera
En el 2012 realizó una brillante campaña en la División Intermedia, con un campeonato en el cual en todas las fechas se mantuvo en el primer lugar. El equipo obtuvo 60 puntos y mantuvo el invicto hasta la fecha 13° del torneo, consagrándose campeón ya en la penúltima fecha y finalizando a 5 puntos del 2° lugar.
Logró la racha de 18 victorias, 6 empates y solo 5 derrotas; produciendo un total de 8 goleadas: 6-1 a Paranaense, 5-0 a River Plate y a 29 de Septiembre, 4-0 a Deportivo Capiatá y a San Lorenzo, 3-0 a Fernando de la Mora y a 3 de Febrero, y 3-1 a Resistencia. Solo fue goleado en dos ocasiones (0-3 y 1-5), y una de ellas ya siendo campeón.

## Participaciones internacionales
El lunes, 2 de diciembre de 2013, el Club General Díaz consiguió la clasificación a un torneo internacional en su primera temporada militando en la máxima categoría, siendo junto con el Deportivo Capiatá uno de los dos únicos clubes paraguayos que hasta entonces lo habían logrado. Esto por medio de la tabla acumulada de la temporada 2013, asegurándose un cupo en la Copa Sudamericana 2014. Lo hizo tras empatar ante Sportivo Luqueño por 2-2, en el marco de la 21ra. jornada del torneo Clausura.
El 20 de agosto de 2014, se produjo el histórico debut de las Águilas en competencias de este tipo cuando por el juego de ida de la Primera fase de la Copa Sudamericana 2014 recibió al Cobresal de Chile, en el estadio Feliciano Cáceres de la ciudad de Luque. Fue victoria del equipo paraguayo por la cuenta de 2-1.
El 10 de septiembre de 2014 visitó a Atlético Nacional derrotándolo en el juego de ida por un marcador de 0-2.
En el juego de vuelta el 25 de septiembre en la ciudad de Luque perdió por el marcador de 1-3, siendo eliminado por la regla del gol de visitante finalizando de esta manera su primera participación internacional.

### Torneos oficiales disputados
| Torneo                | Ediciones  |
| --------------------- | ---------- |
| Copa Sudamericana (2) | 2014, 2018 |

## Uniforme

### Indumentaria
| Período         | Marca         |
| --------------- | ------------- |
| 1992 - 2008     | Saltarin Rojo |
| 2008 - 2016     | Lotto         |
| 2017 - presente | Twenty Sports |

### Patrocinador
| Periodo     | Marca           |
| ----------- | --------------- |
| 1986 - 1988 | Cuadernos Avon  |
| 1988 - 1992 | Banco do Brasil |
| 1993 - 1994 | Marlboro        |
| 1995 - 1999 | CVC             |
| 2000 - 2003 | Banco Macro     |
| 2004 - 2005 | Pepsi           |
| 2005 - 2008 | LG Electronics  |

## Jugadores

### Plantilla actual
- Actualizado el 16 de octubre de 2020

### Altas 2019-20
| Altas   |          |             |      |
| Jugador | Posición | Procedencia | Tipo |

### Bajas 2019-20
| Bajas   |          |         |      |
| Jugador | Posición | Destino | Tipo |

## Palmarés

### Torneos nacionales
| Torneos nacionales oficiales | Torneos nacionales oficiales | Torneos nacionales oficiales |
| Competición                  | Títulos                      | Subcampeonatos               |
| ---------------------------- | ---------------------------- | ---------------------------- |
| Segunda División (1/1)       | 2012                         | 2007                         |
| Tercera División (0/2)       |                              | 2004, 2006                   |

### Torneos regionales
| Torneos regionales                  | Torneos regionales | Torneos regionales |
| Competición                         | Títulos            | Subcampeonatos     |
| ----------------------------------- | ------------------ | ------------------ |
| Cuarta Región Deportiva de la U.F.I | 1965               |                    |
| Liga Luqueña de Fútbol (3)          | 1961, 1963, 1965   |                    |